# Siarhiej Daniłau
Siarhiej Daniłau (ur. 5 lutego 1987 w Mohylewie) – białoruski wioślarz.

## Osiągnięcia
- Mistrzostwa Świata Juniorów – Brandenburg 2005 – czwórka podwójna – 7. miejsce[1].
- Mistrzostwa Europy – Brześć 2009 – dwójka bez sternika – 7. miejsce[1].